# Skövde centralstation
Skövde centralstation – stacja kolejowa w Skövde, w regionie Västra Götaland, w Szwecji. Znajduje się na Västra stambanan, w centrum miasta i obsługuje ruchu dalekobieżny, regionalny i towarowy. Dworzec autobusowy, znajdujący się obok stacji nosi wspólną nazwę Skövde Resecentrum. Stacja została otwarta w 1859 roku wraz z linią główną. Dworzec stał się węzłem kolejowym, na Karlsborgsbanan i wąskotorowej Skövde–Axvalls. Obie linie zostały zamknięte.
Początkowe plany zakładały, że główna linia Sztokholm – Göteborg będzie biegła przez Mariestad. Plany te zmieniony, gdy zarządcy i mieszkańcy miasta nie zgodzili się na budową trasy. 
Stacja oryginalnie nazywała się Skövde, a zmieniła nazwę w 1990 na Skövde Central, kiedy postanowiono przebudować stację.

## Linie kolejowe
- Västra stambanan
- Karlsborgsbanan
- Skövde–Axvalls